# Naturschutzgebiet Hellberge
Koordinaten: 53° 25′ 37,7″ N, 13° 8′ 16,5″ O

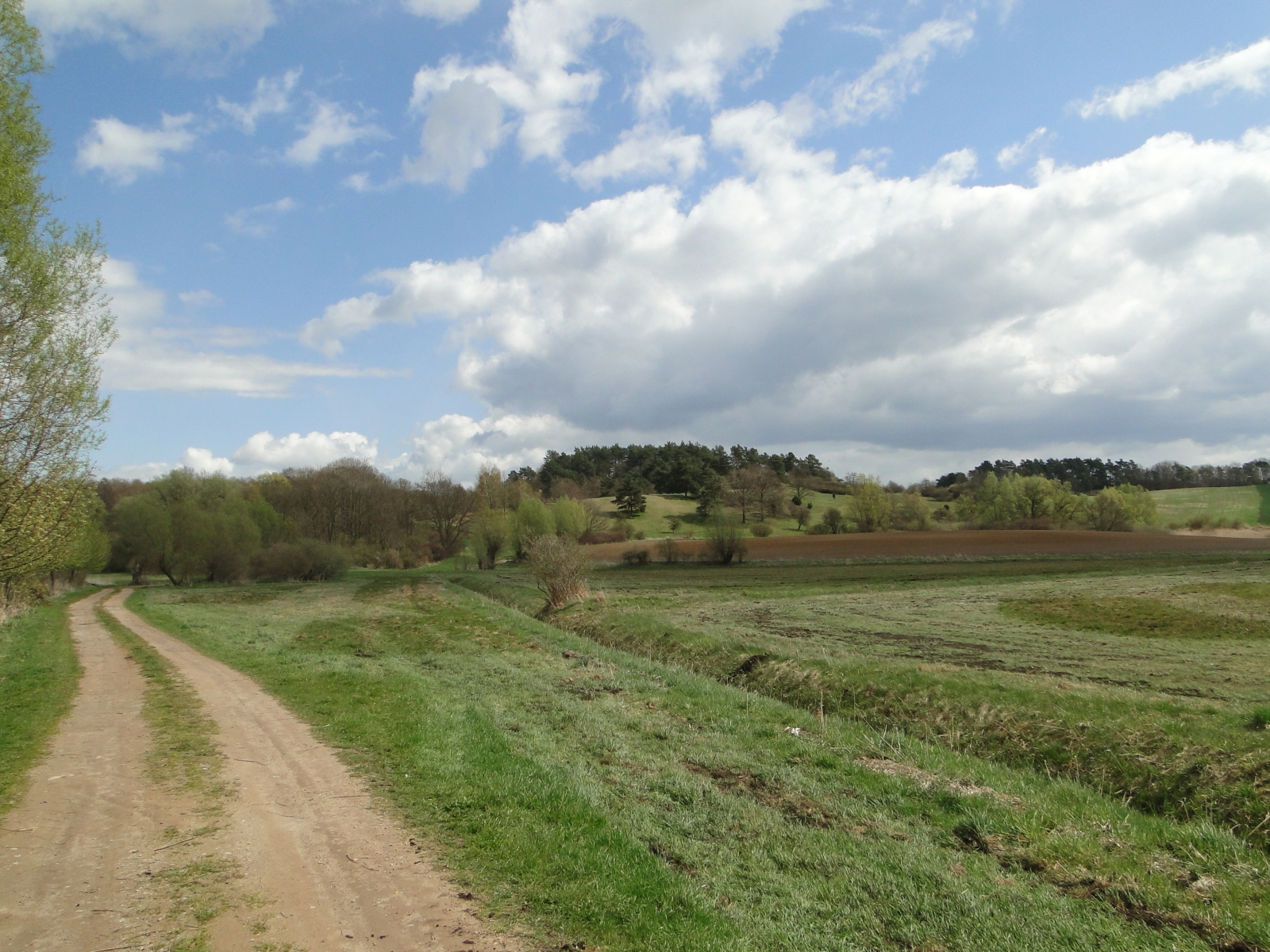
Blick von Westen auf die Hellberge

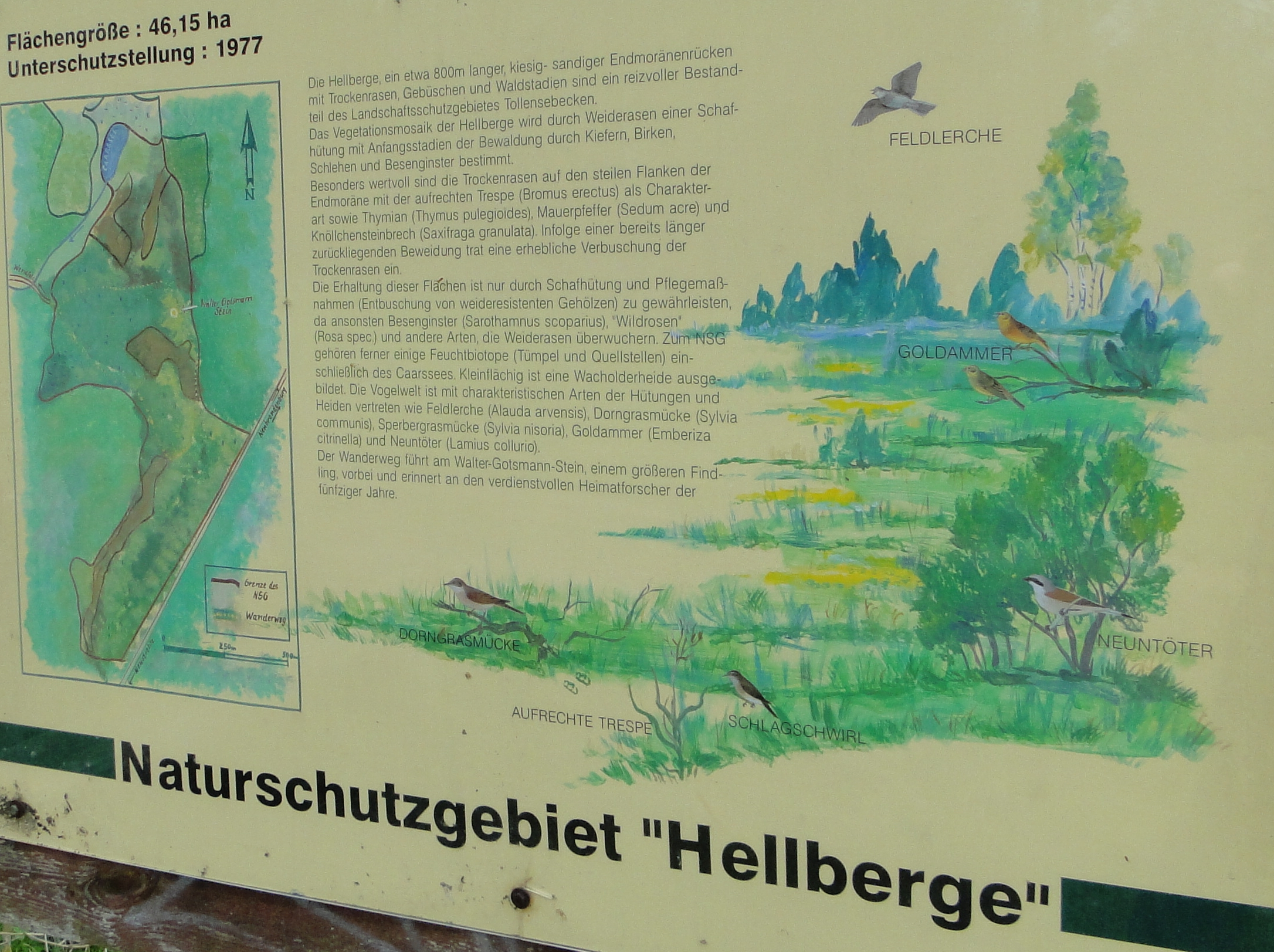
Infotafel

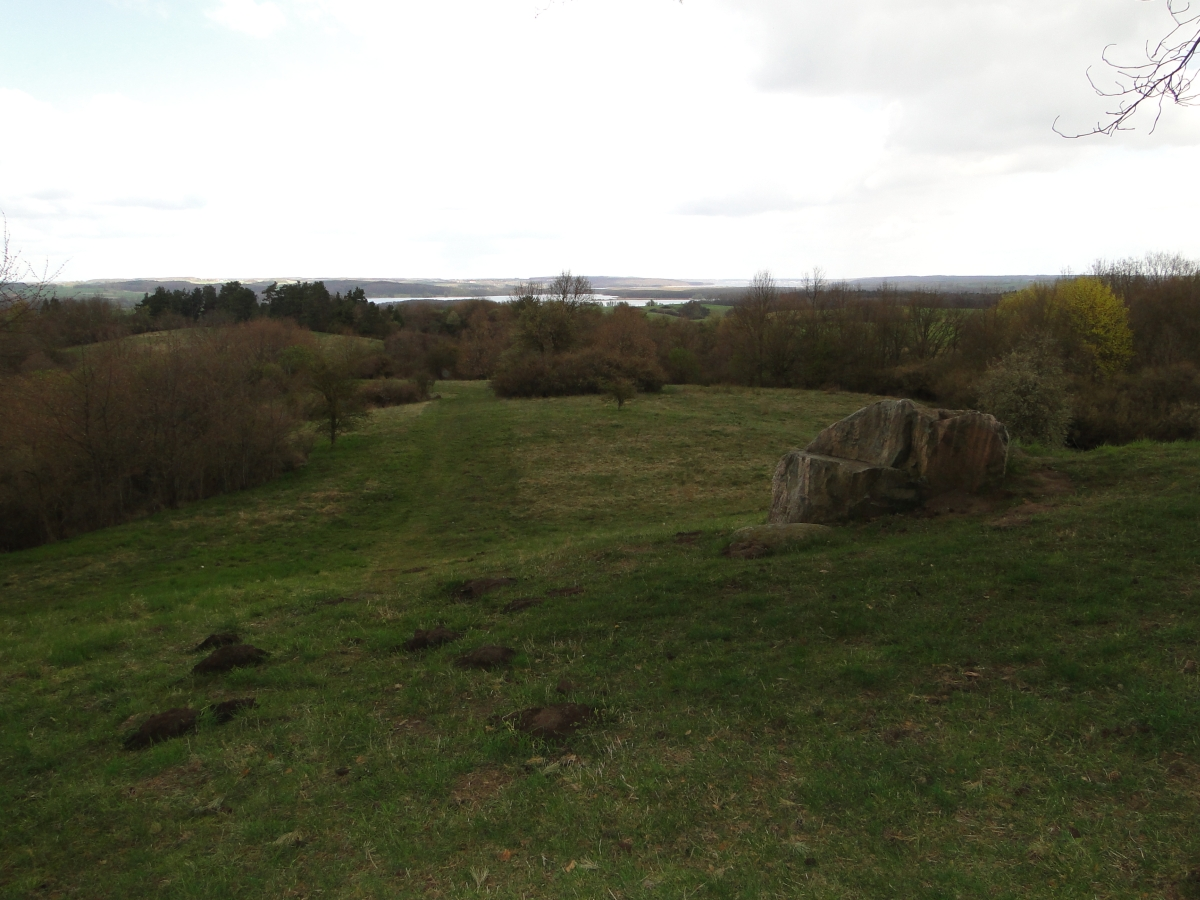
Blick von den Hellbergen in Richtung Norden

Das Naturschutzgebiet Hellberge ist ein Naturschutzgebiet in Mecklenburg-Vorpommern östlich der Ortschaft Wendfeld. Das Gebiet umfasst den 800 Meter langen Höhenzug der Hellberge mit angrenzenden Feuchtbiotopen. Die Bundesstraße 96 bildet die östliche Grenze. Die rechtliche Unterschutzstellung erfolgte am 29. September 1977 mit einer Gebietserweiterung im Jahr 1994. Das Schutzziel besteht im Erhalt einer Weidelandschaft mit einem reichen Vegetationsmosaik als typischen Ausschnitt der ostmecklenburgische Endmoränenlandschaft. Der Name Hell leitet sich aus einer ursprünglichen Bezeichnung des Wortes schräg bzw. hängig her.
Der Gebietszustand wird als gut eingestuft. Das Naturschutzgebiet kann auf mehreren Wegen begangen werden. Die Hellberge bieten einen sehr guten Ausblick vom zentralen Höhenrücken bei einem großen Findling, der dem Naturbeobachter Walter Gotsmann gewidmet ist. Zusammen mit dem Naturschutzgebiet Hellberge bilden die umgebend liegenden Naturschutzgebiete Ziemenbachtal, Nonnenbachtal, Nonnenhof und Rosenholz und Zippelower Bachtal einen repräsentativen Ausschnitt aus der Landschaft der oberen Tollensebecken.

## Geschichte
Die Hellberge entstanden durch die letzte Eiszeit. Der Höhenrücken wird als Endmoränenzug oder Os gedeutet, worauf die Schichtung aus Sanden, Kiesen und Geschiebelehm hinweist. Am westlichen Hangfuß tritt Quellwasser aus, welches zur Bildung des Caarssees und von kleinflächigen Quellmooren führte. Die Hellberge werden seit Jahrhunderten genutzt. Die Findlinge dienten als Baumaterial, die Wiesen als Schafweide. Im Jahr 1788 waren die Flächen ohne Baumbestand, wie die Schmettausche Karte zeigt. Die Schafweide wurde ab dem Jahr 1945 mit geringerer Intensität betrieben. Heute ist das Gebiet ein beliebtes Ausflugsziel, von dem sich sehr gute Aussichten in das Tollensebecken bieten.

## Pflanzen- und Tierwelt
Typisch für das Gebiet sind Trockenrasen mit Schaf-Schwingel, Aufrechter Trespe, Thymian, Mauerpfeffer und Knöllchen-Steinbrech. Der Fünfmänniger Spark hat in den Hellbergen das einzige Vorkommen im Land. Durch die geringe Weideintensität verbuschen die Flächen mit Kiefern, Birken, Schlehen und Besenginster. In feuchteren Lagen – vor allem am West- und Nordhang, finden sich Quellmoore mit Baldrian, Schaumkraut, Sumpf-Segge, Vierblättriger Einbeere und Sumpf-Pippau. Sie werden von Schwarzerlen gesäumt. Brutvögel im Gebiet sind Feldlerche, Dorngrasmücke, Sperbergrasmücke, Goldammer und Neuntöter.